# Аннабелла
Аннабелла (Annabella, 14 июля 1907 года — 18 сентября 1996 года), урождённая Сюзанна Жоржетта Шарпантье (фр. Suzanne Georgette Charpentier) — французская актриса, снималась во Франции и в Голливуде.

## Биография
Будущая актриса родилась 14 июля 1907 года в городе Ла-Варенн-Сен-Илер, департамент Валь-де-Марн, Франция. Её родители были состоятельными людьми. Аннабелла дебютировала в кино в возрасте шестнадцати лет — в 1927 году она подала свои фотографии на кастинг картины «Наполеон», которую собирался ставить Абель Ганс, и исполнила в этом фильме две небольшие роли.

### Карьера
Юную актрису незамедлительно стали приглашать на ведущие роли, и на протяжении десяти лет она активно снималась, сделав отличную карьеру, во Франции и других странах Европы.
Наиболее заметные её работы тех лет — музыкальная комедия «Миллион» (1931) Рене Клера, драма «Мари, венгерская легенда» (1932), военная драма «Сражение» (1933) Виктора Туржанского, комедия «Четырнадцатое июля» (1933). В 1935 году Аннабелла сыграла в паре с Жаном Габеном в драме Жюльена Дювивье «Бандера» и в том же году появилась у Анатоля Литвака в фильме «Экипаж».
В 1937 году Аннабеллу можно было увидеть в мелодраме британского производства под названием «Крылья утра». В этом первом цветном фильме Великобритании её партнером был знаменитый Генри Фонда. Картина с успехом прошла в кинотеатрах, после чего актрису пригласили в Голливуд.
В 1938 году она снялась на киностудии 20th Century Fox в историческом фильме «Суэц» с Лореттой Янг и Тайроном Пауэром. На съёмках Аннабелла и Пауэр завели роман и 23 апреля 1939 года поженились. Ранее актриса состояла в браке с французским актёром Жаном Мюро, но в 1938 году после семи лет замужества развелась с ним. Брак с Пауэром продлился несколько дольше — актёры официально расстались в январе 1948 года.

### Последние годы
В начале 1940-х звезда Аннабеллы довольно быстро закатилась. Её очень редко приглашали сниматься, и несмотря на успех картины «13 Rue Madeleine», в 1952 году актриса ушла из кино. После двадцатилетнего перерыва состоялось последнее появление Аннабеллы на киноэкране — состарившаяся актриса снялась в историческом фильме 1971 года «Бонапарт и революция». Примечательно, что карьера Аннабеллы завершилась на той же ноте, что и началась, а режиссёром её последнего фильма был Абель Ганс, когда-то открывший актрисе двери в кино. 18 сентября 1996 года Аннабелла скончалась от сердечного приступа.

## Фильмография
- 1927 — Наполеон / Napoléon (Абель Ганс) — Виолин Флёри
- 1928 — Мальдон / Maldone (Жан Гремийон) — Флора Левинье
- 1928 — Три юные обнажённые девушки / Trois jeunes filles nues (Робер Будриос)
- 1929 — Огонь в опере / Brand in der Oper (Карл Фрёлих и Анри Руссель)
- 1930 — Романс к неизвестной / Romance à l’inconnue (Рене Барберис) — Мадо
- 1930 — Дом стрелы / La Maison de la flèche (Анри Фекур) — Арлоуи
- 1931 — Вокруг расследования / Autour d’une enquête (Роберт Сьодмак и Анри Шометт) — Грета Бинерт
- 1931 — Дважды по двадцать лет / Deux fois vingt ans (Шарль-Феликс Тавано) — Польди
- 1931 — Миллион / Le Million (Рене Клер)
- 1931 — Вечер ограбления / Un soir de rafle (Кармине Галлоне) — Мариэтта
- 1931 — Её Величество любовь / Son Altesse l’amour (Эрих Шмидт и Робер Пеги) — Анетта Вебер
- 1932 — Париж-Средиземноморье / Paris-Méditerranée (Джо Мэй) — Соланж Пако
- 1932 — Американский сын / Un fils d’Amérique (Кармине Галлоне) — Доретта
- 1932 — Мария, венгерская легенда / Marie, légende hongroise (Пал Фейош) — Мария
- 1932 — Tavaszi zápor, (венгерская версия «Марии, венгерской легенды» (Пал Фейош) — Мария Сабо
- 1932 — немецкая и английская версии «Марии, венгерской легенды»
- 1933 — Мадемуазель Жозетта, моя жена / Mademoiselle Josette, ma femme (Андре Бертомьё) — Жозетта
- 1933 — 14 июля / 14 Juillet (Рене Клер)
- 1933 — Храните улыбку / Gardez le sourire (Пал Фейош и Рене Сти) — Мари
- 1933 — Солнечный луч / Sonnenstrahl (австрийская версия фильма «Храните улыбку») (Пал Фейош) — Анна
- 1933 — английская версия фильма «Храните улыбку»
- 1934 — Битва / La Bataille (Николас Фаркас) — маркиза Мицуко Йорисака
- 1934 — Караван / Caravan (Эрик Чарелл — принцесса Вилма
- 1934 — Московские ночи / Les Nuits moscovites (Алексис Грановский)
- 1935 — Варьете / Variétés (Николас Фаркас) — Жанна
- 1935 — Батальон иностранного легиона / La Bandera (Жюльен Дювивье)
- 1935 — Вооружённая стража / Veille d’armes (Марсель Л’Эрбье)
- 1935 — Экипаж / L'Équipage (Анатоль Литвак) — Элен/Дениз
- 1936 — Анна-Мария / Anne-Marie (Раймон Бернар) — Анна-Мария
- 1937 — Крепость тишины / La Citadelle du silence (Марсель Л’Эрбье) — Виана
- 1937 — Крылья утра / Wings of the Morning (Харолд Д. Шустер) : Мария в юности (пролог) / Мария, герцогиня де Лейва
- 1937 — Под красным платьем / Under the Red Robe (Виктор Давид Шёстрём) — Леди Маргарет
- 1937 — Обед в «Ритце» / Dinner at the Ritz (Харолд Д. Шустер) — Рани Расин
- 1938 — Баронесса и её слуга / The Baroness and the Butler (Уолтер Лэнг) — баронесса Катрина Мариссеи
- 1938 — Северный отель / Hôtel du Nord (Марсель Карне) — Рене
- 1938 — Суэц / Suez (Аллан Двон)
- 1939 — Люкс для новобрачных / Bridal Suite (Вильгельм Тиле) — Луиза Анценгрубер
- 1943 — Сегодня вечером рейд на Кале / Tonight We Raid Calais (Джон Брам) — Одетта Боннар
- 1943 — Лунный бомбардировщик / Bomber’s Moon (Чарлз Фьюр) — лейтенант Александра Зорич
- 1947 — Дом 13 по улице Мадлен / 13 Rue Madeleine (Генри Хэтэуэй) — Сюзанна де Бомон
- 1948 — Вечный конфликт / Éternel Conflit (Жорж Лампен) — Флоранс, называемая Лили
- 1949 — Последняя любовь / Dernier Amour (Жан Стелли) — Элен Фонтене
- 1949 — Беспорядок / Désordre (Жак Баратье) (к/м)
- 1950 — Человек, который вернулся издалека / L’Homme qui revient de loin (Жан Кастанье)
- 1950 — Дон Жуан / Самая прекрасная любовь Дон Жуана / Don Juan / Le plus bel amour de Don Juan (Хосе Луис Санс де Эредиа) — Леди Онтиверас
- 1952 — Земля горит / Quema el suelo (Хуан Луис Кальеха)
- 1954 — Саспенс / Suspense, телесериал (1 эпизод: Алмазы в небесах Diamonds in the Sky)
- 1971 — Бонапарт и революция / Bonaparte et la révolution
- 1985 — Элизабет / Élisabeth (Пьер-Жан де Сан-Бартоломе)

## Награды
В 1936 году за роль в фильме «Вооружённая стража» Аннабелла была удостоена награды Венецианского кинофестиваля как лучшая актриса.